# Anna of the North
Anna Lotterud (Gjøvik, Oppland; 8 de junio de 1989), más conocida por su nombre artístico de Anna of the North (Anna del Norte), es una cantante y compositora noruega. Su música ha sido considerada como "suave, soul-bearing electro-pop".

## Vida
Estudió diseño gráfico antes de trasladarse a Melbourne (Australia) para continuar con sus estudios.

## Carrera musical
Durante sus estudios en Melbourne, conoció al productor neozelandés Brady Daniell Smith en uno de sus espectáculos, formando juntos Anna of the North, con Anna de vocalista y Brady siendo el productor musical.
En junio de 2014, Anna of the North hizo su debut al lanzar su sencillo Sway, que no tardó en convertirse una sensación en internet. Gracias al éxito de su sencillo fue contratada por la discográfica estadounidense Honeymoon. En septiembre de 2014, The Chainsmokers hicieron un rémix oficial de Sway.
Anna siguió con su carrera al lanzar las canciones "The Dreamer" y "Baby", siendo toda una sensación en el sitio web Hype Machine y más tarde al acompañar a Kygo en su gira por Europa. Al cabo de unos pocos meses, lanza las canciones "Us" y "Oslo" ,  
En mayo de 2017, Anna anunció su álbum de debut 'Lovers', así como su sencillo "Someone", para el 8 de septiembre.
En julio de ese mismo año Anna participó en los sencillos del rapero Tyler, The Creator , "Boredom" and "911/Mr. Lonely" junto al cantante Frank Ocean. Anna también fue invitada para cantar con Tyler, The Creator y Steve Lacy en The Late Show with Stephen Colbert.
Su canción “Lovers” ha sido utilizada en la película “To All the Boys I Loved Before”, basada en la saga del mismo nombre escrita por Jenny Han.

## Discografía

### Álbumes
- Lovers (2017)
- Dream Girl (2019)

### Sencillos y colaboraciones
| Año  | Título                      | Álbum                                                      |
| ---- | --------------------------- | ---------------------------------------------------------- |
| 2014 | "ILYAF 1996"                |                                                            |
| 2014 | "Sway"                      |                                                            |
| 2014 | "Undervann"                 |                                                            |
| 2014 | "Sway (Chainsmokers Remix)" |                                                            |
| 2016 | "The Dreamer"               |                                                            |
| 2016 | "Baby"                      | Lovers                                                     |
| 2016 | "Us"                        |                                                            |
| 2017 | "Oslo"                      |                                                            |
| 2017 | "Boredom"                   | colaboración en "Flower Boy", álbum de Tyler, The Creator. |
| 2017 | "911 / Mr. Lonely"          | colaboración en "Flower Boy", álbum de Tyler, The Creator. |
| 2017 | "Lovers"                    | Lovers                                                     |
| 2017 | "Someone"                   | Lovers                                                     |
| 2017 | "Money"                     | Lovers                                                     |
| 2017 | "Fire"                      | Lovers                                                     |
| 2017 | "Pick Me Up"                | colaboración en "The Beautiful & Damned" álbum de G-Eazy   |
| 2019 | "Dream Girl"                | Dream Girl                                                 |
| 2019 | "Leaning On Myself"         | Dream Girl                                                 |
| 2019 | "Time To Get Over It"       | Dream Girl                                                 |
| 2019 | "My Love"                   | Dream Girl                                                 |
| 2019 | "Lonely Life"               | Dream Girl                                                 |
| 2019 | "Interlude"                 | Dream Girl                                                 |
| 2019 | "Thank Me Later"            | Dream Girl                                                 |
| 2019 | "Used To Be"                | Dream Girl                                                 |
| 2019 | "What We Do"                | Dream Girl                                                 |
| 2019 | "Playing Games"             | Dream Girl                                                 |
| 2019 | "When R U Coming Home"      | Dream Girl                                                 |
| 2019 | "Reasons"                   | Dream Girl                                                 |
| 2019 | "If U Wanna"                | Dream Girl                                                 |
| 2020 | "Lover Ghost"               | Believe - EP                                               |
| 2020 | "Dream Girl (Home Made)"    | Believe - EP                                               |
| 2020 | "Lovers (Home Made)"        | Believe - EP                                               |
| 2020 | "Believe"                   | Believe - EP                                               |
| 2020 | "Someone Special"           | Believe - EP                                               |
| 2021 | "Here's To Another"         | Here's To Another                                          |